# The Black Cauldron
The Black Cauldron (bra: O Caldeirão Mágico; prt: Taran e o Caldeirão Mágico) é um filme de animação estadunidense de 1985 dos gêneros aventura e fantasia produzido pela Walt Disney Productions em associação com a Silver Screen Partners II e lançado pela Walt Disney Pictures. É vagamente baseado nos dois primeiros livros de As Crônicas de Prydain, de autoria de Lloyd Alexander, uma série de cinco romances que, por sua vez, são baseados na mitologia galesa.
Situado na terra mítica de Prydain durante o início da Idade Média, o filme conta a história de um místico caldeirão mágico desejado pelo temido Horned King que espera, assim que tomar sua posse, dominar o mundo com a ajuda de seus poderes sobrenaturais vindos do caldeirão. Contudo, um jovem chamado Taran, acompanhado da Princesa Eilonwy, de uma criatura chamada Gurgi, de sua porquinha Hen Wen e do simpático Sr. Flores Flama procuram impedir o vilão de alcançar o tão famigerado caldeirão.
Dirigido por Ted Berman e Richard Rich, que já haviam dirigido o filme de animação anterior da Disney The Fox and the Hound (1981), The Black Cauldron foi o primeiro filme de animação da Disney a ser gravado em Dolby Stereo. A Disney havia adquirido os direitos cinematográficos dos livros de Alexander em 1973, com a sua produção começando em 1980 tendo inicialmente sua previsão de estreia para o Natal de 1984. Durante a produção, o filme passou por um severo processo de edição, principalmente por conta de sua natureza sombria, que se mostrou perturbadora para as crianças durante uma exibição de teste. O recém-nomeado presidente do Walt Disney Studios, Jeffrey Katzenberg, ordenou que várias cenas fossem cortadas, temendo que o filme assustasse as crianças; como resultado, seu lançamento foi adiado para 1985. Apresenta as vozes de Grant Bardsley, Susan Sheridan, Freddie Jones, Nigel Hawthorne, Arthur Malet, John Byner, Phil Fondacaro e John Hurt; um prólogo é narrado pelo famoso ator e diretor John Huston.
Foi o primeiro filme de animação da Disney a receber uma "classificação PG" pela MPAA, bem como o primeiro filme do estúdio a utilizar imagens geradas por computador. The Black Cauldron foi lançado nos cinemas norte-americanos pela Buena Vista Distribution (sob o selo da Walt Disney Pictures) em 24 de julho de 1985; se tornou um fracasso de bilheteria ao arrecadar US$ 21 milhões na América do Norte contra um orçamento relatado pela Disney de US$ 25 milhões, embora um dos produtores do filme alegou que o longa teria custado mais de US$ 40 milhões. Considerando qualquer um dos dois valores, se tornou o filme de animação mais caro já feito na época. Seu prejuízo foi tão grande que colocou em risco o futuro do departamento de animação da Disney. Devido ao seu fracasso comercial, a Disney não lançou o filme em mídias domésticas até 1997. Com o passar dos anos, entretanto, o filme ganhou o status de clássico cult.

## Enredo
Na terra de Prydain, um jovem garoto chamado Taran é um "guardador de porcos" que sonha ser um grande guerreiro na pequena fazenda do mago Caer Dallben. Dallben descobre que o seu inimigo Horned King está à procura de uma relíquia mística conhecida como Caldeirão Negro com o intuito de criar um exército invencível de guerreiros mortos-vivos para, dessa forma, dominar o mundo. Dallben teme, ainda, que Horned King consiga sequestrar sua porquinha Hen Wen, que possui poderes mágicos, para usá-la para localizar o caldeirão. Dallben ordena que Taran leve Hen Wen em segurança até um esconderijo na floresta. No caminho, entretanto, Taran acaba se descuidando da porquinha e a mesma acaba sendo raptada pelos servos de Horned King. O jovem rapaz segue-os até o castelo do vilão.
Durante o caminho, Taran acaba conhecendo o pequeno e importunado Gurgi, que se junta a Taran em sua busca. Ao chegar perto do castelo, Gurgi recomenda Taran a desistir do resgate da porquinha afirmando que o lugar é muito perigoso. Taran se nega a desistir e decide entrar no sombrio castelo sem a companhia de Gurgi; ele acaba encontrando Hen Wen, mas é logo descoberto. Contudo, Taran consegue libertar a porquinha jogando-a no lago que rodeia o castelo e a manda fugir. Antes de fazer qualquer esforço para tentar acompanhar a porquinha na fuga, Taran acaba sendo capturado e jogado num calabouço, enquanto que Hen Wen escapa ilesa do castelo e foge floresta adentro, não sendo mais vista.
Depois de se esgueirar pelas ruínas do castelo com o intuito de fugir, uma também prisioneira de Horned King chamada Princesa Eilonwy liberta Taran. Nas catacumbas abaixo do castelo, Taran e Eilonwy descobrem um antigo mausoléu onde repousa o corpo de um rei (que era o antigo dono do castelo, morto pelo vilão após este tomar posse do lugar); acima de seu túmulo está uma espada mágica, a qual Taran pega para si. O poder da espada permite que Taran lute eficazmente contra os capangas de Horned King. Taran e Eilonwy acabam libertando um outro prisioneiro, o senhor de meia-idade tocador de harpas Flores Flama. Os três escapam do castelo e se encontram com Gurgi. Quando Horned King descobre que Taran escapou, ele ordena seu ajudante Creeper a enviar comparsas para capturar Taran e os outros prisioneiros de uma vez por todas.
Seguindo uma trilha de pegadas deixada por Hen Wen, os quatro amigos descobrem o reino subterrâneo dos Elfies Folks, um grupo de pequeninos magos e fadas que revelam que a porquinha Hen Wen está sob sua proteção. Os minúsculos seres também afirmam saber onde está o famigerado Caldeirão Negro e Taran afirma que precisa encontrar o objeto e destruí-lo para neutralizar qualquer tentativa maléfica de Horned King. Eilonwy, Flores Flama e Gurgi se juntam a Taran na procura pelo caldeirão juntamente com o antipático Elfo Doli (braço direito do Rei dos Elfos) que é ordenado pelo seu Rei a levá-los para o Pântano de Morva enquanto que os outros Elfos ficam encarregados de levar a porquinha em segurança de volta para a fazenda de Caer Dallben. No tal pântano eles descobrem que o caldeirão está sob a guarda de três bruxas: Orddu, a líder do trio que é bastante gananciosa; Orgoch que possui uma enorme gula; e a Bruxa Orwen, que é mais benevolente e que se apaixona por Flores Flama à primeira vista.
Orddu concorda em dar o caldeirão em troca da espada mágica de Taran, o jovem rapaz concorda, embora ciente de que, perdendo sua espada, ele não terá mais chances de realizar seu antigo sonho de se tornar um valente guerreiro. Antes de desaparecerem, Orddu, Orwen, e Orgoch revelam que o caldeirão é indestrutível, e que seu poder só pode ser quebrado se alguém pular por livre e espontânea vontade dentro dele, contudo este alguém jamais retornará com vida. Depois das bruxas sumirem magicamente, nenhum dos amigos se encoraja a fazer tal tarefa; Elfo Doli, enfurecido com a situação, decide abandonar o grupo indo embora. Com isso, Taran descobre que trocou sua espada por nada e começa a se culpar pela situação, mas seus amigos o animam, principalmente Eilonwy. Eles são interrompidos pelos capangas de Horned King que os aprisionam novamente e também tomam o Caldeirão Negro para levar ao vilão. Gurgi, entretanto, consegue escapar, enquanto Taran, Eilonwy e Flores Flama são acorrentados.
Já com a posse do caldeirão, Horned King usa os poderes do objeto para criar um exército de mortos vivos para que eles enfim dominem o mundo sob a sua liderança. Gurgi corajosamente entra no castelo para salvar seus amigos. Quando a criatura os liberta, Taran decide se jogar no caldeirão para neutralizar seus poderes, mas Gurgi o impede pulando no caldeirão ele mesmo. Com isso, os mortos vivos começam a se enfraquecer por conta do poder do caldeirão ter sido neutralizado por Gurgi. Quando Horned King descobre Taran e seus amigos soltos, ele tenta jogar o rapaz dentro do caldeirão, mas o objeto começa a sugar tudo ao seu redor de forma desordenada. Taran consegue escapar se segurando em um degrau do castelo, enquanto que o vilão acaba sendo morto após ser tragado brutalmente para dentro do caldeirão. Após isso, o castelo começar a desmoronar através dos poderes do caldeirão, mas os três amigos conseguem escapar ilesos. 
Taran se lamenta bastante pela morte de Gurgi, enquanto que as três bruxas reaparecem querendo o caldeirão de volta. Flores Flama resolve desafiar as três bruxas dizendo que só conseguirão o caldeirão de volta se trazerem Gurgi de volta e com vida; de princípio elas se negam, mas após ouvirem de Flores que elas não são poderosas e que não são capazes de nada, as bruxas decidem de forma relutante atender o pedido, retirando Gurgi de dentro do caldeirão com vida. Ao se abraçarem, Gurgi faz com que Taran e Eilonwy se beijem. Os quatro amigos, em seguida, retornam a terra de Prydain. Enquanto isso, o mago Caer Dallben e o Elfo Doli os observam através de uma visão num recipiente com água com ajuda dos poderes da porquinha Hen Wen já segura. Caer Dallben elogia Taran pela sua bravura, apesar do fato de o rapaz ser um mero "guardador de porcos".

## Elenco
- Grant Bardsley como Taran
- Susan Sheridan como Princesa Eilonwy
- Freddie Jones como Caer Dallben
- Nigel Hawthorne como Flores Flama
- Arthur Malet como Rei dos Elfos
- John Byner como Gurgi e Elfo Doli
- Phil Fondacaro como Creeper
- John Hurt como Horned King
- Eda Reiss Merin como Orddu
- Adele Malis-Morey como Orwen
- Billie Hayes como Orgoch
- Wayne Allwine, James Almanzar, Fondacaro, Steve Hale, Jack Laing, Phil Nibbelink e Peter Renaday como os capangas de Horned King
- John Huston como o narrador do prólogo do filme

## Produção

### Desenvolvimento e pré-produção
Em 1971, a Disney iniciou conversas com o escritor Lloyd Alexander para adquirir os direitos cinematográficos de sua coleção de livros As Crônicas de Prydain publicada entre os anos de 1964 a 1968 através de cinco volumes. Com o acordo concretizado em 1973, a pré-produção do filme foi iniciada. O estúdio foi convencido a realizar o filme pelos animadores Ollie Johnston e Frank Thomas; Johnston chegou a declarar que, se tivesse sido feito corretamente, o filme poderia ser "tão bom quanto Branca de Neve". Por causa das inúmeras histórias contidas nos cinco livros, e com mais de trinta personagens na série original, vários artistas e animadores trabalharam no desenvolvimento do filme ao longo da década de 1970. Quando The Rescuers (1977) foi concluído, The Black Cauldron foi provisoriamente programado para ser lançado em 1980. O artista veterano Mel Shaw criou esboços conceituais complexos que o futuro presidente e CEO da Disney, Ron Miller, considerou avançados demais para os animadores novatos recém contratados pelo estúdio.
Em agosto de 1978, o estúdio adiou a data de lançamento de The Black Cauldron para o Natal de 1984 devido à parcial incapacidade dos animadores animarem personagens humanos de maneira mais realista; sua data de lançamento original foi posteriormente assumida por The Fox and the Hound (que acabou sofrendo atrasos e só foi lançado em 1981). Durante o desenvolvimento, o artista Vance Gerry foi selecionado para criar storyboards que delineariam o enredo, a ação e os locais. Tendo estabelecido os três personagens principais, Gerry adaptou o vilão Horned King em um viking barrigudo que tinha barba ruiva, temperamento explosivo e usava um capacete de aço com dois chifres grandes. Enquanto isso, o estúdio contratou a dramaturga inglesa Rosemary Anne Sisson porque desejava um roteirista britânico experiente para o filme.
O animador John Musker foi o diretor inicial do filme, tendo o cargo sido oferecido pelo chefe de produção Tom Wilhite. Como diretor, Musker foi designado para expandir diversas sequências no primeiro ato, mas elas acabaram sendo consideradas cômicas demais. Musker explicou: "[...] as pessoas mais velhas com quem eu trabalhava não gostaram de nenhuma das minhas ideias". Quando a produção de The Fox and the Hound foi concluída, vários diretores de animação como Art Stevens, Richard Rich, Ted Berman e Dave Michener se envolveram em The Black Cauldron. Miller passou a achar que muitas pessoas estavam envolvidas no projeto, fazendo-o decidir que Stevens não era adequado para supervisionar o mesmo; ele então contatou Joe Hale, que era um artista de layout de longa data nos estúdios Disney, para atuar como produtor.
Com Hale sendo produtor, a produção real de The Black Cauldron começou de fato em 1980. Após descartar algumas artes visuais dos personagens concebidas por Tim Burton, Hale, junto com Rich e Berman, passaram a desejar um estilo para o filme semelhante ao empregado em A Bela Adormecida (1959). Os produtores convenceram o veterano Milt Kahl a retornar da aposentadoria para criar novos designs de personagens para Taran, Eilonwy, Flores Flama e os outros personagens principais. Hale e a equipe de história (incluindo os dois artistas de história David Jonas e Al Wilson que ele mesmo contratou) revisaram fortemente o filme, resumindo as histórias dos dois primeiros livros. Eles também fizeram algumas mudanças consideráveis, o que levou à saída de Sisson, à medida que ela desenvolvia diferenças criativas com Hale e os diretores.
Os animadores John Musker e Ron Clements, também citando diferenças criativas, foram afastados do projeto e iniciaram o desenvolvimento de The Great Mouse Detective (1986). Descontente com o estilo de Gerry para Horned King, Hale transformou o personagem em uma criatura magra vestindo um capuz com um rosto escuro lembrando um crânio e com olhos vermelhos brilhantes; o personagem foi então expandido para um vilão mais elaborado baseado em vários personagens dos livros originais. Taran e Eilonwy eventualmente adquiriram elementos dos desenhos e trajes anteriores de personagens antigos da Disney; Eilonwy foi desenhada para se parecer com a Princesa Aurora, enquanto Taran teve seu design inspirado em Peter Pan.

### Seleção de elenco
De acordo com Musker, Gary Burghoff, que era famoso pelas suas participações no seriado M*A*S*H, fez o teste para dublar Gurgi. Ele tentou inúmeras iterações vocais, já que Ted Berman não tinha ideia de como o personagem deveria soar. Depois de três horas, os diretores ficaram entediados e Burghoff, que se recusou a sair, foi expulso do estúdio. Em 1982, o artista imitador John Byner foi escalado para o papel. Depois que Byner estudou o conceito de seu personagem, ele se sentiu inspirado a adicionar uma "inflexão infantil" ao criar a voz de Gurgi.
Em janeiro de 1981, Hayley Mills afirmou que estava sendo considerada para a voz de Eilonwy. Naquele mesmo ano, Mills apresentou um episódio do programa Disney's Wonderful World da NBC, no qual ela se encontrou com Hale e os diretores para discutir o papel. O papel acabou indo para Susan Sheridan. De acordo com Sheridan, ela gravou a voz em três viagens distintas aos estúdios da Disney. Em um especial do canal Disney Channel de 1983 intitulado Backstage at Disney, Hale afirmou que Jonathan Winters estava dando voz ao Rei dos Elfos. No entanto, o papel acabou indo para Arthur Malet.

### Animação
Inventado por David W. Spencer do departamento de câmeras estáticas do estúdio, o processo de transferência de fotos de animação (APT) foi usado pela primeira vez em The Black Cauldron, que aprimoraria a tecnologia pela qual a animação bruta seria processada em celuloide. Primeiro, a animação seria fotografada em um filme litográfico de alto contraste e o negativo resultante seria copiado em folhas de plástico que transfeririam as linhas e as cores, o que eventualmente eliminaria o processo de tinta à mão. No entanto, como a arte de linha transferida pelo APT desapareceria dos celuloides com o tempo, a maior parte da animação do filme foi feita usando o processo xerográfico, que era usado pela Disney desde o final dos anos 1950. Spencer ganharia um Óscar técnico por ter criado esse processo, mas a evolução da animação digital logo tornaria o APT obsoleto.
The Black Cauldron é notável por ser o primeiro longa-metragem de animação da Disney a incorporar imagens geradas por computador em sua animação para representar bolhas, uma canoa, a esfera de luz flutuante de Eilonwy e o próprio caldeirão. Embora The Black Cauldron tenha sido lançado um ano antes de The Great Mouse Detective, ambos os filmes estiveram em produção simultaneamente por algum tempo e a computação gráfica do último foi feita primeiro. Quando o produtor Joe Hale soube do que estava sendo feito, as possibilidades o deixaram animado e ele fez a equipe de The Great Mouse Detective criar uma animação por computador para seu próprio filme. Para outros efeitos, o animador Don Paul usou imagens reais de névoas de gelo seco para criar o vapor e a fumaça que saíam do caldeirão.

### Revisão e edição
Pouco antes do lançamento teatral inicialmente planejado para 1984, uma exibição de teste para a versão preliminar de The Black Cauldron foi realizada no teatro privado da Disney em Burbank, Califórnia. Depois que o filme provou ser muito intenso e perturbador para as crianças na plateia, especialmente a sequência sombria do "nascimento dos mortos-vivos", o recém-nomeado presidente da Disney, Jeffrey Katzenberg, ordenou que certas cenas de The Black Cauldron fossem removidas, como resultado da extensão e do medo de que sua natureza assustasse as crianças.
Como os filmes de animação eram geralmente editados em formato de storyboard usando bobinas Leica (mais tarde conhecidas como "animatics", que são storyboards filmados sequencialmente e definidos como faixas de áudio temporárias), o produtor Joe Hale se opôs às exigências de Katzenberg. Katzenberg respondeu o protesto trazendo o filme para uma ilha de edição e editando o filme ele mesmo. Informado por Hale sobre o que Katzenberg estava fazendo, o recém-nomeado CEO da Disney, Michael Eisner, telefonou para Katzenberg na sala de edição e o convenceu a parar; embora tenha parado a pedido de Eisner, Katzenberg insistiu que o filme fosse modificado, adiando o seu lançamento programado para o Natal de 1984 para julho de 1985 para que o filme pudesse ser retrabalhado.
O filme foi finalmente cortado em doze minutos, com várias cenas que permaneceram no filme sendo reescritas e reanimadas para dar continuidade. Muitas das cenas excluídas envolveram interações prolongadas entre personagens, mas outras edições envolveram conteúdo violento, incluindo os mortos-vivos "nascidos do caldeirão" que compunham o exército de Horned King no ato final do filme. Apesar da maioria das cenas ter sido perfeitamente removida, outras tiveram muito trabalho para serem cortadas como trechos que retratavam violência física entre os personagens e a sequência dos mortos-vivos brutalmente matando os capangas humanos de Horned King após "nascerem" do caldeirão; esta última sequência originalmente era mais longa e detalhava os capangas derretendo da carne ao osso após serem atacados pelos mortos-vivos (o corte desta cena fica evidente no filme final devido a um trecho onde o áudio apresenta um lapso na trilha sonora). Outra cena que foi deletada incluía um trecho onde a Princesa Eilonwy aparecia parcialmente despida.

### Trilha sonora
| Críticas profissionais | Críticas profissionais |
| Avaliações da crítica  | Avaliações da crítica  |
| Fonte                  | Avaliação              |
| ---------------------- | ---------------------- |
| AllMusic               | [ 39 ]                 |
| Filmtracks             | 4 de 5 estrelas.       |

Diferentemente da maioria dos outros filmes animados da Disney, The Black Cauldron não contém músicas cantadas pelos personagens. A partitura foi composta e regida por Elmer Bernstein, que empregou o uso de Ondas Martenot para desenvolver o clima sombrio de Prydain. O compositor já havia usado o instrumento em Trading Places (1983) e Os Caça-Fantasmas (1984).
Devido às edições de última hora, grande parte da trilha sonora de Bernstein ficou inutilizada do filme final. Alguns trechos foram regravados para serem disponibilizados no álbum da trilha sonora do filme lançada pela Varèse Sarabande em 1985, com o compositor regendo a Orquestra Sinfônica de Utah. O álbum logo saiu de circulação e muitas das faixas do filme não reapareceram comercialmente até que uma cópia pirata intitulada "Taran" fosse fornecida a lojas especializadas em trilhas sonoras em 1986. A trilha do filme foi relançada em 2012 como parte da parceria da Intrada Records com a Walt Disney Records para lançar diversas trilhas sonoras de filmes da Disney.
A trilha sonora foi muito bem recebida pelos críticos de música e hoje é considerada um dos melhores trabalhos feitos por Bernstein em um longa-metragem, apesar do fracasso do filme em si. Jason Ankeny do site de críticas AllMusic deu a trilha sonora uma avaliação positiva, afirmando que "os arranjos sombrios de Bernstein e melodias sinistras vividamente sublinham o mundo de fantasia retratada na tela, o resultado é um sucesso inegável".

## Lançamento e recepção
Foi o último filme de animação da Disney a ser concluído no Animation Building original do Walt Disney Studios (então Walt Disney Productions) em Burbank, Califórnia. Após a finalização de The Black Cauldron, o departamento de animação da empresa foi transferido para as instalações da Air Way nas proximidades de Glendale em dezembro de 1985 e, após a reestruturação corporativa, finalmente retornou ao estúdio de Burbank em meados da década de 1990 em novas instalações.
The Black Cauldron se tornou o primeiro filme de animação da Disney a receber a censura "PG" (não recomendado para menores de 13 anos) pela Motion Picture Association of America. O filme foi apresentado em Super Technirama 70 (o primeiro desde A Bela Adormecida) e som surround Dolby Stereo 70mm de seis trilhas. Seu lançamento nos cinemas em 1985 foi acompanhado pelo curta-metragem de 1956 Chips Ahoy estrelado pelo Pato Donald.
O filme foi relançado em 1990 em alguns países selecionados sob o título "Taran and the Magic Cauldron".

### Desempenho comercial
The Black Cauldron foi lançado comercialmente na América do Norte em 24 de julho de 1985. Dois dias depois, o filme foi exibido no Radio City Music Hall em Nova York. Embora a Disney tenha divulgado oficialmente que o filme teria custado US$ 25 milhões, o gerente de produção Don Hahn declarou em seu documentário Waking Sleeping Beauty de 2009 que The Black Cauldron teria custado US$ 44 milhões; foi o filme de animação mais caro já feito na época (considerando qualquer dos dois valores).
O filme arrecadou US$ 21,3 milhões no mercado interno estadunidense, o que significou um prejuízo enorme para a Walt Disney Productions a ponto de ameaçar o futuro do departamento de animação; o filme mais tarde ganharia a fama de "quase ter matado a Disney". A animação conseguiu perder receita até mesmo para o canadense The Care Bears Movie (que arrecadou US$ 22,9 milhões no mercado interno), lançado alguns meses antes por um estúdio de animação muito menor do que a própria Disney: a Nelvana. Contudo, na França, o filme foi muito bem recebido, sendo assistido por mais de 3 milhões de espectadores se tornando o quinto filme mais assistido nos cinemas franceses em 1985.

### Recepção crítica
No site agregador de críticas cinematográficas Rotten Tomatoes, o filme obtém um índice de aprovação de 56% com base em 34 críticas, com pontuação média de 5,7/10; o consenso dos críticos do site diz: "Ambicioso, mas falho, The Black Cauldron é tecnicamente brilhante como sempre, mas carece dos personagens atraentes de outros clássicos de animação da Disney". No Metacritic, outro agregador de resenhas, filme tem a pontuação média ponderada de 59/100, com base em 16 críticos, indicando "críticas mistas ou médias".
Roger Ebert, crítico de cinema do jornal Chicago Sun-Times, deu ao filme três estrelas e meia de quatro, elogiando o filme como "um conto estrondoso de espadas e feitiçaria, maldade e vingança, magia, coragem e sorte... E isso nos leva a uma jornada através de um reino de alguns dos personagens mais memoráveis de qualquer filme recente da Disney"; ele notou o quão "envolvente" a história era e sentiu que "a chave do filme está na riqueza das caracterizações", considerando Horned King e Gurgi seus dois melhores personagens preferidos do filme.
Charles Solomon, do Los Angeles Times, escreveu que a "trilha sonora altamente dimensional, com sua partitura de Elmer Bernstein e excelentes performances vocais, [o filme] é uma obra de arte tecnológica. Mas é o próprio trabalho de animação que se destaca, sendo com certeza um dos melhores trabalhos que o estúdio já produziu desde a morte de Walt Disney em 1966, o que deslumbra o espectador". Solomon opinou que se "seu roteiro e direção fossem iguais à animação, [The Black] Cauldron seria uma obra-prima comparada à Branca de Neve e Pinóquio, em vez do filme frustrante, bonito, emocionante e, em última análise, insatisfatório que ele se tornou".
Walter Goodman, resenhando para o jornal The New York Times, elogiou a animação e o desempenho de John Hurt, mas acreditou que "[pessoas] com idade suficiente para recordar seu deleite com animações anteriores, sem dúvida polidas pela memória, não são, obviamente, o público a qual The Black Cauldron é direcionado. Nem, aparentemente, é direcionado a jovens que experimentaram técnicas de animação mais sofisticadas em filmes da série Star Wars".
Muitos críticos afirmaram que o filme havia exagerado em seu aspecto "sombrio" e alegaram, principalmente, a "falta de magia" que são muito comuns nos filmes da Disney. A revista Time Out de Londres considerou The Black Cauldron "uma grande decepção", acrescentando que "o charme, a caracterização e o bom humor" encontrados nos trabalhos anteriores da Disney "estão infelizmente ausentes". Charles Champlin, também crítico do jornal Los Angeles Times, escreveu que The Black Cauldron carece "da simplicidade e da clareza dos grandes contos de fadas, ou da maravilha infantil das histórias de Margery Sharp que inspiraram The Rescuers, a última animação de sucesso da Disney [...]". Jeffrey Katzenberg, então presidente do Walt Disney Studios, também expressou descontentamento com o filme final, afirmando que alguns animadores também acreditaram que o filme não continha "o humor e a fantasia que eram tão fortes nos livros de Lloyd Alexander. A história foi uma oportunidade única na vida e foi de partir o coração ver um material tão maravilhoso sendo desperdiçado".
Lloyd Alexander, o autor dos livros onde o filme foi baseado, teve uma reação mais complexa para o filme:

Em primeiro lugar, devo dizer, não há nenhuma semelhança entre o filme e o livro. Dito isto, o filme em si, apenas como um filme, é um tanto agradável. Eu me diverti assistindo-o. O que eu espero é que quem vê o filme certamente possa apreciá-lo, mas eu também espero que as pessoas também leiam o livro. O livro é bem diferente. É muito poderoso, com uma história muito comovente, e eu acho que as pessoas iriam encontrar muito mais clareza e detalhes no livro.

## Mídia doméstica
O fracasso de The Black Cauldron desencorajou a Disney a disponibilizar o filme em formatos home video por mais de uma década após seu lançamento nos cinemas. Seu primeiro lançamento numa mídia doméstica ocorreu em 1997 no Reino Unido, onde o filme foi disponibilizado no formato VHS; em 4 de agosto do ano seguinte, o filme foi lançado também em VHS nos Estados Unidos. Tais lançamentos, ambos como parte da linha Walt Disney Masterpiece Collection, só ocorreram graças a diversos apelos de fãs cult. Para esse lançamento, o filme foi recortado no formato pan e scan.
Em 2000, o filme foi lançado pela primeira vez em DVD com transferência widescreen não anamórfica 2.20:1, como parte da linha Walt Disney Gold Classic Collection; os bônus que incluíam o disco foram uma galeria de desenhos conceituais, um jogo interativo chamado "The Quest for the Black Cauldron" e o curta-metragem do Pato Donald de 1952, Trick or Treat. Em 2008, a Disney anunciou o lançamento de uma edição especial em DVD do filme, que seria lançada no ano seguinte, mas posteriormente foi reanunciada como uma "edição comemorativa do 25º aniversário" a ser lançada em 2010; tal lançamento ocorreu em 14 de setembro de 2010 nos Estados Unidos e no Reino Unido. Esse segundo lançamento em DVD continha a transferência widescreen anamórfica 2,35:1 original, um novo jogo interativo intitulado "Witch's Challenge", uma cena excluída inacabada e todos os recursos do lançamento do DVD de 2000.
Em novembro de 2019, o filme foi disponibilizado em 4K na plataforma Disney+. Em 4 de maio de 2021, o filme foi lançado em Blu-ray exclusivamente pelo Disney Movie Club.

## Outras mídias e legado

### Videogames
Um jogo de videogame homônimo foi desenvolvido por Al Lowe da Sierra On-Line e lançado em 1986. Compatível com as plataformas Amiga, Apples II e IIGS, Atari ST, MS-DOS e Tandy 1000, o jogo possui elementos bastante semelhantes com o título anterior da Sierra King's Quest. Junto com The Dark Crystal, continua sendo um dos poucos jogos de aventura da Sierra baseado em filmes.
O jogo de construção de cidade Disney Magic Kingdoms lançado em 2016 inclui os personagens Taran, Eilonwy, Flores Flama, Gurgi e Horned King como personagens jogáveis, além de cenários baseados no castelo de Horned King e no reino dos Elfies, bem como alguns estabelecimentos e decorações baseadas em The Black Cauldron.

### Em outras mídias
Assim como outros personagens dos vários filmes de animação lançados pela Disney, os personagens de The Black Cauldron têm aparições recorrentes na série de televisão House of Mouse. Durante o episódio "House of Magic", Margarida usa o Caldeirão Negro para um show de mágica, embora obtenha resultados desastrosos.
O enredo de The Black Cauldron é um dos focos principais no filme antológico lançado diretamente em vídeo Once Upon a Halloween de 2005, que mostra diversas cenas de The Black Cauldron através de flashbacks. No referido filme também é mencionado que um dos caldeirões que pertencia às Bruxas de Morva é agora propriedade da Rainha Má (de Branca de Neve e os Sete Anões).
Junto com outros personagens oriundos da Walt Disney Animation Studios, os personagens principais do filme tiveram participações especiais no curta-metragem Once Upon a Studio de 2023.

### Parques temáticos
Versões fantasiadas dos personagens do filme fizeram aparições ocasionais nos Parques e Resorts da Disney, principalmente na Fantasyland.
Em 1986, o restaurante Lancer's Inn, no Walt Disney World, foi renomeado para Gurgi's Munchies and Crunchies. No entanto, em 1993 ele foi fechado para ser remodelado se tornando outra atração no parque.
Em 11 de julho de 1986, a Disneylândia de Tóquio inaugurou o Cinderella Castle Mystery Tour, uma atração na qual Horned King fazia uma aparição, funcionando até 2006. Para comemorar a inauguração da atração, um evento especial que incluiu uma peça de teatro foi apresentado no Palco do Pátio do Castelo da Cinderela durante catorze dias, que apresentava Mickey Mouse, Pato Donald e Pateta, acompanhados da Princesa Aurora, Príncipe Phillip e Malévola de A Bela Adormecida; nessa peça que se seguiu nos dias de abertura, numa cena que retratava uma batalha contra as forças de Malévola por Pateta, Donald, Phillip e Aurora, Creeper realizou uma aparição especial na peça junto com outros vilões da Disney.

### Na cultura popular
O personagem Gurgi foi supostamente a inspiração para a interpretação do personagem Gollum por Andy Serkis nos filmes da franquia O Senhor dos Anéis.

## Eventuais projetos
Em 2016, a Walt Disney Pictures readquiriu os direitos cinematográficos de As Crônicas de Prydain, no qual o longa-metragem de animação The Black Cauldron foi baseado, com a intenção de adaptar a série de livros em uma série de longas-metragens em live-action. O projeto estava em desenvolvimento inicial no Walt Disney Studios, sem nenhum diretor, produtor ou roteirista contratado. Entretanto, não houve mais relatos sobre o andamento do projeto.